# Apis mellifera syriaca
Apis mellifera syriaca este o subspecie din Siria a albinei melifere europene (Apis mellifera).